# Kinglake West
Kinglake West är en del av en befolkad plats i Australien. Den ligger i kommunen Murrindindi och delstaten Victoria, omkring 45 kilometer nordost om delstatshuvudstaden Melbourne.
Närmaste större samhälle är Whittlesea, omkring 11 kilometer sydväst om Kinglake West.
I omgivningarna runt Kinglake West växer i huvudsak städsegrön lövskog. Runt Kinglake West är det ganska glesbefolkat, med 31 invånare per kvadratkilometer. Genomsnittlig årsnederbörd är 1 244 millimeter. Den regnigaste månaden är juli, med i genomsnitt 140 mm nederbörd, och den torraste är januari, med 49 mm nederbörd.